# KHL Junior Draft 2010
Der KHL Junior Draft 2010 war der zweite Entry Draft der Kontinentalen Hockey-Liga und fand am 4. Juni 2010 in der Hauptstadt Moskau statt. An der Veranstaltung nach US-amerikanischem Vorbild nahmen alle KHL-Teams teil. Es durften Spieler aus der ganzen Welt zwischen 17 und 21 Jahren ausgewählt werden.
An erster Position wählte der HK Sibir Nowosibirsk den Tschechen Dmitrij Jaškin vom HC Slavia Prag. Insgesamt wurden in sieben Runden 188 Spieler ausgewählt.

## Annullierte Wahlrechte
Insgesamt wurden drei Wahlrechte des Drafts annulliert, da die ausgewählten Spieler zum Zeitpunkt des Drafts gültige Verträge mit Franchises der National Hockey League besaßen:
- Mikael Backlund, ausgewählt vom HK ZSKA Moskau, stand bei den Calgary Flames unter Vertrag
- Philip Larsen, ausgewählt vom HK Sibir Nowosibirsk, stand bei den Dallas Stars unter Vertrag
- John Tavares, ausgewählt von Lokomotive Jaroslawl, stand bei den New York Islanders unter Vertrag

## Ergebnisse

### Runde 1
| #  | Spieler               | Pos | Nationalität | KHL-Team                   | College/Junior/Club-Team          |
| -- | --------------------- | --- | ------------ | -------------------------- | --------------------------------- |
| 1  | Dmitrij Jaškin        | F   | Tschechien   | HK Sibir Nowosibirsk       | HC Slavia Prag (CZE)              |
| 2  | Sami Vatanen          | D   | Finnland     | Metallurg Nowokusnezk      | JYP Jyväskylä (FIN)               |
| 3  | Dmitri Ismagilow      | F   | Russland     | Amur Chabarowsk            | HK Metschel Tscheljabinsk (RUS-2) |
| 4  | Maxim Aljapkin        | G   | Russland     | Witjas Tschechow           | Witjas Tschechow 93               |
| 5  | Martin Marinčin       | D   | Slowakei     | Awtomobilist Jekaterinburg | HC Košice (SVK)                   |
| 6  | Alexei Schubin        | F   | Russland     | Lokomotive Jaroslawl       | Lokomotive Jaroslawl 93           |
| 7  | Alexei Schamin        | F   | Russland     | Lokomotive Jaroslawl       | Lokomotive Jaroslawl 93           |
| 8  | Tomáš Kubalík         | F   | Tschechien   | HK Sibir Nowosibirsk       | Tigres de Victoriaville (QMJHL)   |
| 9  | Olexander Torjanyk    | F   | Ukraine      | Torpedo Nischni Nowgorod   | HK Belgorod (RUS-2)               |
| 10 | Tomáš Pék             | G   | Tschechien   | SKA Sankt Petersburg       | HC Slovan Bratislava (SVK)        |
| 11 | Sebastian Erixon      | D   | Schweden     | SKA Sankt Petersburg       | Timrå IK (SEL)                    |
| 12 | David Musil           | D   | Tschechien   | SKA Sankt Petersburg       | Vancouver Giants (WHL)            |
| 13 | Joonas Donskoi        | F   | Finnland     | HK Awangard Omsk           | Kärpät Oulu (FIN)                 |
| 14 | Michail Wischnewezki  | G   | Russland     | HK Spartak Moskau          | Texas Tornado                     |
| 15 | Maxim Schalunow       | F   | Russland     | HK Traktor Tscheljabinsk   | HK Traktor Tscheljabinsk 93       |
| 16 | Denis Perewostschikow | G   | Russland     | Ak Bars Kasan              | Ak Bars Kasan 93                  |
| 17 | Adam Larsson          | D   | Schweden     | Lokomotive Jaroslawl       | Skellefteå AIK (SEL)              |
| 18 | Andrei Pedan          | D   | Russland     | OHK Dynamo                 | HK Dynamo Moskau 93               |
| 19 | Nail Jakupow          | F   | Russland     | Neftechimik Nischnekamsk   | Neftechimik Nischnekamsk 93       |
| 20 | Anton Slobin          | F   | Russland     | OHK Dynamo                 | HK Spartak Moskau 93              |
| 21 | Dávid Bondra          | F   | Slowakei     | HK Metallurg Magnitogorsk  | Washington Jr. Nationals          |
| 22 | Nikita Nesterow       | D   | Russland     | HK Traktor Tscheljabinsk   | HK Traktor Tscheljabinsk 93       |
| 23 | Ludvig Rensfeldt      | F   | Schweden     | Salawat Julajew Ufa        | Brynäs IF (SEL)                   |
| 24 | Martin Frk            | RW  | Tschechien   | HK Jugra Chanty-Mansijsk   | HC Energie Karlovy Vary (CZE)     |

### Runde 2
| #  | Spieler              | Pos | Nationalität | KHL-Team                  | College/Junior/Club-Team        |
| -- | -------------------- | --- | ------------ | ------------------------- | ------------------------------- |
| 25 | Andrei Makarow       | G   | Russland     | Atlant Moskowskaja Oblast | HK Lada Toljatti                |
| 26 | Nikolai Prochorkin   | F   | Russland     | Witjas Tschechow          | Witjas Podolsk 93               |
| 30 | Andrej Nestrašil     | F   | Tschechien   | HK Sibir Nowosibirsk      | Tigres de Victoriaville (QMJHL) |
| 32 | Stanislau Lapatschuk | F   | Belarus      | HK Dinamo Minsk           | HK Junost Minsk (Extraliga)     |
| 38 | Maxim Schuwalow      | D   | Russland     | Lokomotive Jaroslawl      | HK Rybinsk (Wtoraja Liga)       |
| 39 | Petr Straka          | F   | Tschechien   | HK Awangard Omsk          | Océanic de Rimouski (QMJHL)     |
| 43 | David Rundblad       | D   | Schweden     | Atlant Moskowskaja Oblast | Skellefteå AIK (Elitserien)     |
| 45 | Martin Lundberg      | F   | Schweden     | SKA Sankt Petersburg      | Skellefteå AIK (Elitserien)     |
| 46 | Jakob Silfverberg    | F   | Schweden     | HK ZSKA Moskau            | Brynäs IF (Elitserien)          |

### Runde 3
| #  | Spieler             | Pos | Nationalität | KHL-Team                  | College/Junior/Club-Team       |
| -- | ------------------- | --- | ------------ | ------------------------- | ------------------------------ |
| 60 | Nikita Kutscherow   | RW  | Russland     | HK ZSKA Moskau            | HK ZSKA Moskau 93              |
| 68 | Johan Sundström     | C   | Schweden     | HK Budiwelnik Kiew        | Frölunda HC (Elitserien)       |
| 70 | Jaroslaw Kossow     | RW  | Russland     | HK Metallurg Magnitogorsk | HK Metallurg Magnitogorsk 93   |
| 71 | Tomáš Voráček       | D   | Tschechien   | SKA Sankt Petersburg      | HC Vítkovice Steel (Extraliga) |
| 72 | Sebastian Wännström | F   | Schweden     | Salawat Julajew Ufa       | Brynäs IF (Elitserien)         |

### Runde 4
| #  | Spieler           | Pos   | Nationalität | KHL-Team             | College/Junior/Club-Team             |
| -- | ----------------- | ----- | ------------ | -------------------- | ------------------------------------ |
| 80 | Marek Viedenský   | C     | Slowakei     | HK Sibir Nowosibirsk | Saskatoon Blades (WHL)               |
| 88 | Olivier Roy       | G     | Kanada       | Barys Astana         | Cape Breton Screaming Eagles (QMJHL) |
| 89 | Victor Rask       | C     | Schweden     | Dinamo Riga          | Leksands IF (HockeyAllsvenskan)      |
| 90 | Nino Niederreiter | F     | Schweiz      | HK Awangard Omsk     | Portland Winterhawks (WHL)           |
| 91 | Andrej Kudrna     | RW/LW | Slowakei     | HK Spartak Moskau    | Red Deer Rebels (WHL)                |
| 95 | Roman Josi        | D     | Schweiz      | Lokomotive Jaroslawl | SC Bern (NLA)                        |

### Runde 5
| #   | Spieler           | Pos | Nationalität | KHL-Team              | College/Junior/Club-Team                  |
| --- | ----------------- | --- | ------------ | --------------------- | ----------------------------------------- |
| 97  | Michail Naumenkow | G   | Russland     | HK ZSKA Moskau        | HK ZSKA Moskau                            |
| 102 | Artjom Batrak     | F   | Russland     | HK Spartak Moskau     | HK Spartak Moskau 93                      |
| 107 | Aleh Jawenka      | D   | Belarus      | Barys Astana          | Fargo Force (United States Hockey League) |
| 108 | Mattias Ekholm    | D   | Schweden     | Salawat Julajew Ufa   | Mora IK (HockeyAllsvenskan)               |
| 110 | Denys Petruchno   | D   | Ukraine      | Budiwelnik Kiew       | Springfield Jr. Blues                     |
| 111 | Johan Larsson     | F   | Schweden     | Metallurg Nowokusnezk | Brynäs IF (Elitserien)                    |
| 118 | Marek Hrivík      | F   | Slowakei     | Barys Astana          | Moncton Wildcats (QMJHL)                  |

### Runde 6
| #   | Spieler           | Pos | Nationalität | KHL-Team                  | College/Junior/Club-Team         |
| --- | ----------------- | --- | ------------ | ------------------------- | -------------------------------- |
| 122 | Niclas Lucenius   | F   | Finnland     | Dinamo Riga               | Tappara (SM-liiga)               |
| 123 | Nikita Soschnikow | F   | Russland     | Atlant Moskowskaja Oblast | Sputnik Nischni Tagil            |
| 128 | Albert Jarullin   | D   | Russland     | Ak Bars Kasan             | Ak Bars Kasan 93                 |
| 129 | Mika Zibanejad    | F   | Schweden     | Lokomotive Jaroslawl      | Djurgården Hockey (Elitserien)   |
| 132 | Patrik Nemeth     | D   | Schweden     | HK Metallurg Magnitogorsk | AIK Ishockey (HockeyAllsvenskan) |
| 133 | Marcus Johansson  | F   | Schweden     | SKA Sankt Petersburg      | Färjestad BK (Elitserien)        |

### Runde 7
| #   | Spieler             | Pos | Nationalität       | KHL-Team                  | College/Junior/Club-Team                |
| --- | ------------------- | --- | ------------------ | ------------------------- | --------------------------------------- |
| 147 | Kristers Gudļevskis | TW  | Lettland           | Dinamo Riga               | Ozolnieki-Juniors (Lettland)            |
| 149 | Anton Lander        | F   | Schweden           | HK Spartak Moskau         | Timrå IK (Elitserien)                   |
| 155 | Jerry D’Amigo       | RW  | Vereinigte Staaten | Lokomotive Jaroslawl      | Rensselaer Polytechnic Institute (NCAA) |
| 160 | Erik Haula          | F   | Finnland           | SKA Sankt Petersburg      | Omaha Lancers (USHL)                    |
| 164 | Eero Elo            | F   | Finnland           | HK Budiwelnik Kiew        | Rauman Lukko (SM-liiga)                 |
| 169 | Tyler Toffoli       | F   | Kanada             | HK Traktor Tscheljabinsk  | Ottawa 67’s (OHL)                       |
| 170 | Jack Campbell       | G   | Vereinigte Staaten | HK Dinamo Minsk           | US National Team Development Program    |
| 176 | Sami Aittokallio    | G   | Finnland           | HK ZSKA Moskau            | Tampereen Ilves (Liiga)                 |
| 178 | Oscar Lindberg      | F   | Schweden           | HK Spartak Moskau         | Skellefteå AIK (Elitserien)             |
| 184 | Jarred Tinordi      | D   | Vereinigte Staaten | HK Metallurg Magnitogorsk | US National Team Development Program    |
| 185 | Benjamin Conz       | G   | Schweiz            | SKA Sankt Petersburg      | SCL Tigers (NLA)                        |
| 186 | Tim Erixon          | D   | Schweden           | Salawat Julajew Ufa       | Skellefteå AIK (Elitserien)             |
| 188 | Petr Mrázek         | G   | Tschechien         | HK Budiwelnik Kiew        | Ottawa 67’s (OHL)                       |